# Kaplica Matki Boskiej Częstochowskiej na Jasnej Górze
Kaplica Matki Boskiej Częstochowskiej (również kaplica cudownego obrazu) – świątynia znajdująca się na Jasnej Górze, w Częstochowie pod opieką ojców paulinów. Najważniejsze i najbardziej uczęszczane sanktuarium maryjne w Polsce. Nazwa pochodzi od znajdującego się w kaplicy, uznawanego przez Kościół katolicki i prawosławny za cudowny, obrazu Matki Bożej Częstochowskiej.

## Historia
Historia kaplicy Matki Boskiej rozpoczęła się w latach 1367–1372, kiedy to piastowski książę Władysław Opolczyk, za zgodą władz kościelnych, sprowadził z Węgier mnichów z Zakonu Świętego Pawła Pierwszego Pustelnika (paulinów). 22 czerwca 1382 biskup krakowski wydał zgodę na przekazanie przez plebana Henryka Bielę paulinom drewnianej świątyni parafialnej na szczycie Jasnej Góry. 9 sierpnia 1382 został wydany dokument powołujący do życia cały konwent klasztorny wraz z dwiema wsiami w darze od Opolczyka. Prawdopodobnie w tym samym czasie książę oddał pod opiekę ojców paulinów obraz Matki Bożej Częstochowskiej, który znajduje się w tym samym miejscu od początku ich przybycia. Na potrzeby licznie przybywających pielgrzymów pod koniec XIV wieku, a według tradycji zakonnej w latach 1384–1391 została wzniesiona pierwotna kamienna świątynia fundacji Władysława Opolczyka. Była usytuowana od północnej strony dzisiejszej bazyliki i zbudowana z łamanego wapienia powszechnie występującego w okolicy. Zbudowana została na planie prostokąta. Pierwotnie surowa, bez ozdób, swoją prostotą i białym kolorem miała nawiązywać do idei zakonu paulinów. Nie przetrwała jednak do czasów obecnych. Badania archeologiczne przeprowadzone w latach 1976–1977 prowadzone w zespole jasnogórskim ujawniły istnienie fragmentów fundamentów i północnej ściany tej kaplicy. Przez całą historię klasztoru stosowano liczne zabiegi mające na celu zgromadzenie środków i ozdobienie świątyni i tak np. 23 września 1430 biskup krakowski Zbigniew Oleśnicki ofiarowywał 40 dni odpustu dla wszystkich którzy zdecydują się na wspomaganie tego projektu.

## Architektura  i wyposażenie kaplicy
Kaplica, podobnie jak bazylika jest budowlą orientowaną, zwróconą na wschód. Składa się z trzech części, wznoszonych w różnych okresach: prezbiterium, kaplicy Matki Bożej i tzw. przybudówki. Kaplica mierzy około 56 m długości i 16 m szerokości.

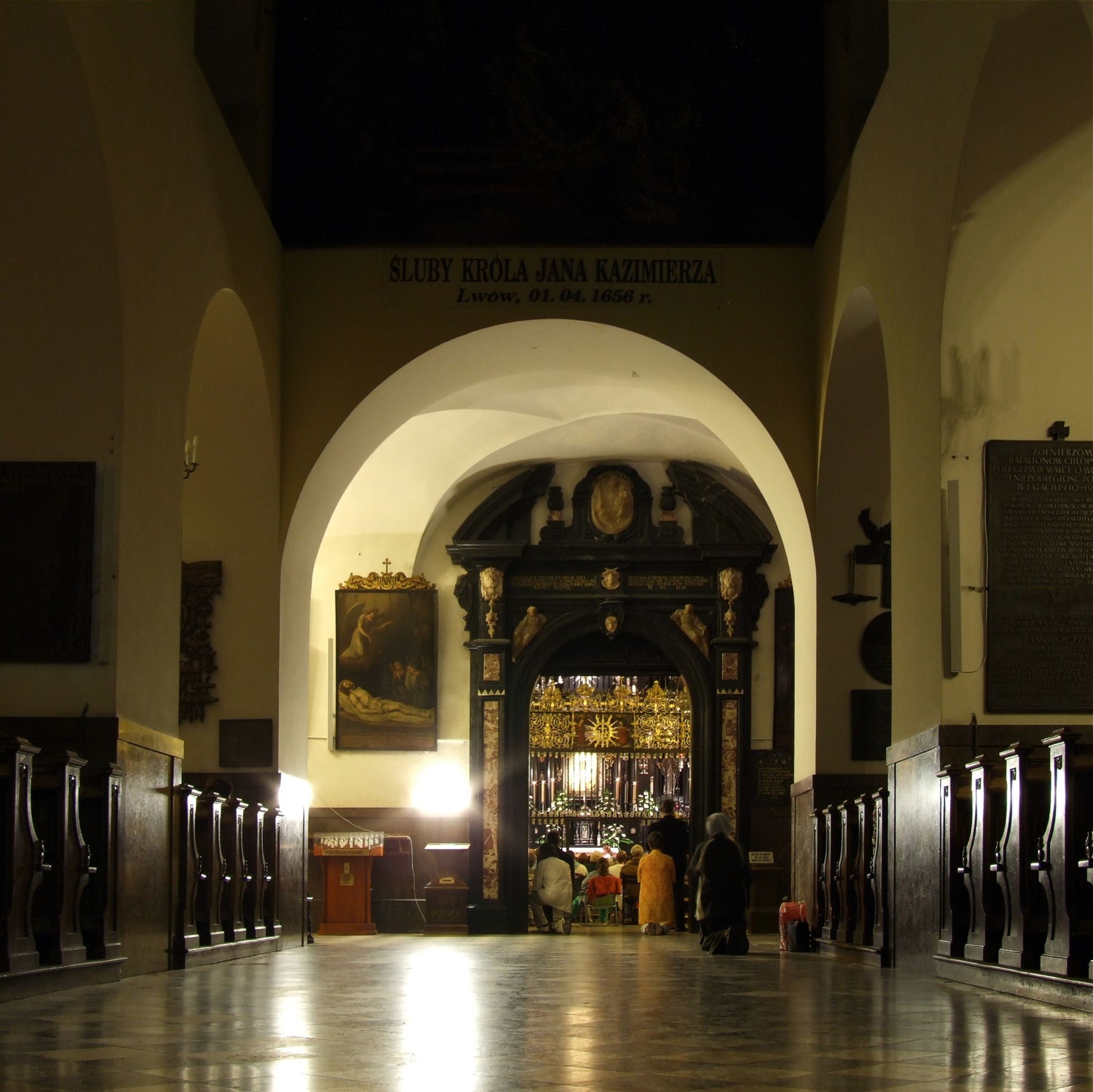
Nawa główna kaplicy Matki Bożej

### Prezbiterium
Jest to najstarsza część kaplicy Matki Bożej wybudowana na planie prostokąta. Prezbiterium (przestrzeń do kraty) jest przekryte sklepieniem sieciowym. Po pożarze bazyliki 16 lipca 1690 prezbiterium zostało silnie okopcone.
Ściany i sklepienie pokrywa dekoracja malarska pochodząca z różnych okresów stylowych. Malowidła na ścianie północnej, datowane są na przełom XV i XVI wieku, wykonane najprawdopodobniej przez Tomasza Dolabellę, przedstawiają sceny Zwiastowania i przygotowania ucieczki do Egiptu. Pozostałe kompozycje są manierystyczne, pochodzące z około 1609. Są to postacie ośmiu aniołów na sklepieniu, sceny Bożego Narodzenia i pokłonu mędrców ze Wschodu na ścianie wschodniej (za ołtarzem) oraz sceny Ofiarowania Jezusa w świątyni i adoracji Maryi z Dzieciątkiem na ścianie południowej.
Prezbiterium wyposażone jest w przejście do zakrystii oraz dwa ostrołukowe okna wychodzące w kierunku północnym (na wirydarz).

#### Ołtarz główny

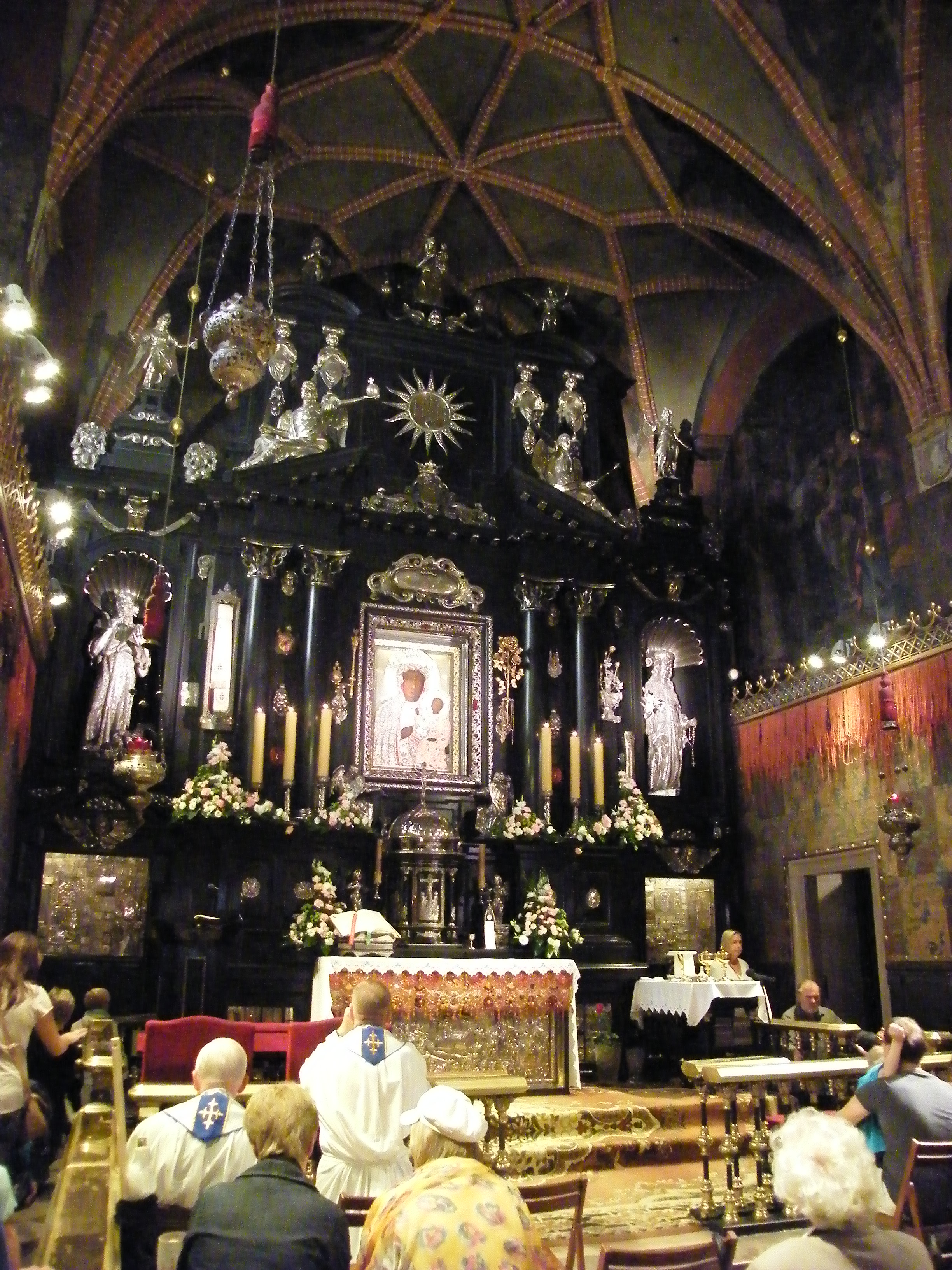
Widok na ołtarz główny i prezbiterium kaplicy Matki Bożej

2 marca 1645 definitorium zatwierdziło budowę srebrnego ołtarza w kaplicy, a 11 maja 1645 odbyła się narada, której przewodniczył prowincjał o. Mikołaj Staszewski OSPPE. Wówczas zapadła decyzja dotycząca projektu ołtarza. Ołtarz jest wykonany z drewna, pokryty okładziną z hebanu, ufundowany w 1650 przez kanclerza wielkiego koronnego Jerzego Ossolińskiego według projektu nieznanego bliżej paulina z jasnogórskiego konwentu, dodatkowo zdobiony (głównie figurami) ze srebra ufundowanymi przez Zygmunta III Wazę. W jego centralnym miejscu znajduje się obraz Matki Bożej Częstochowskiej. W ołtarz wmontowano ruchomą trybowaną, pozłacaną zasuwę z 1723 przedstawiającą Niepokalane Poczęcie Najświętszej Maryi Panny. Jej obramowanie (bordiura) jest starsze i pochodzi z 1673, wykonane zostało przez złotnika Jana Lemana z fundacji Działyńskich. Uroczystość poświęcenia ołtarza odbyła się w święto narodzenia Najświętszej Maryi Panny, 8 września 1650, gromadząc około 40 tysięcy wiernych. Uroczyste przeniesienie obrazu odbyło się w obecności prymasa Polski Macieja Łubieńskiego oraz pięciu biskupów, hetmana polnego koronnego Marcina Kalinowskiego, przy udziale kapeli jasnogórskiej.
Srebrne ozdoby ołtarza wykonał złotnik pomorski Johann Christian Bierpfaff. Mensa ołtarzowa została ufundowana przez Jerzego Ossolińskiego, natomiast XVIII wieczne antepedium, osłaniające przednią część mensy ołtarzowej, jest nieznanego autorstwa.
Na ołtarzu znajdują się dwa insygnia władzy królewskiej – berło i jabłko, podarowane przez kobiety polskie 3 maja 1926, wykonane w tym samym roku w warszawskiej firmie Bracia Łopieńscy. Po prawej stronie cudownego Obrazu znajdują się trzy złote róże, dar papieży: św. Jana Pawła II, Benedykta XVI i Franciszka. Ponadto dar papieża-Polaka z 1982 – złote serce z napisem „Totus Tuus”. W bocznych wnękach ołtarza (na dole prostokątnych, na górze półkolistych) znajdują się figury świętych: Pawła Pierwszego Pustelnika oraz patrona Litwy – św. Kazimierza. Po lewej stronie cudownego Obrazu wisi srebrna, przeszklona szkatuła, w której złożono przestrzelony i zakrwawiony pas sutanny Jana Pawła II, który miał na sobie w czasie zamachu na jego życie 13 maja 1981. Jan Paweł II przekazał go 19 czerwca 1983 jako wotum wdzięczności za cudowne ocalenie. Początkowo pas był przechowywany w zamknięciu, zgodnie z życzeniem papieża, aby nie pokazywać go publicznie. Od 2004, za zgodą Jana Pawła II, pas sutanny zawisł na ołtarzu.

### Kaplica Matki Bożej

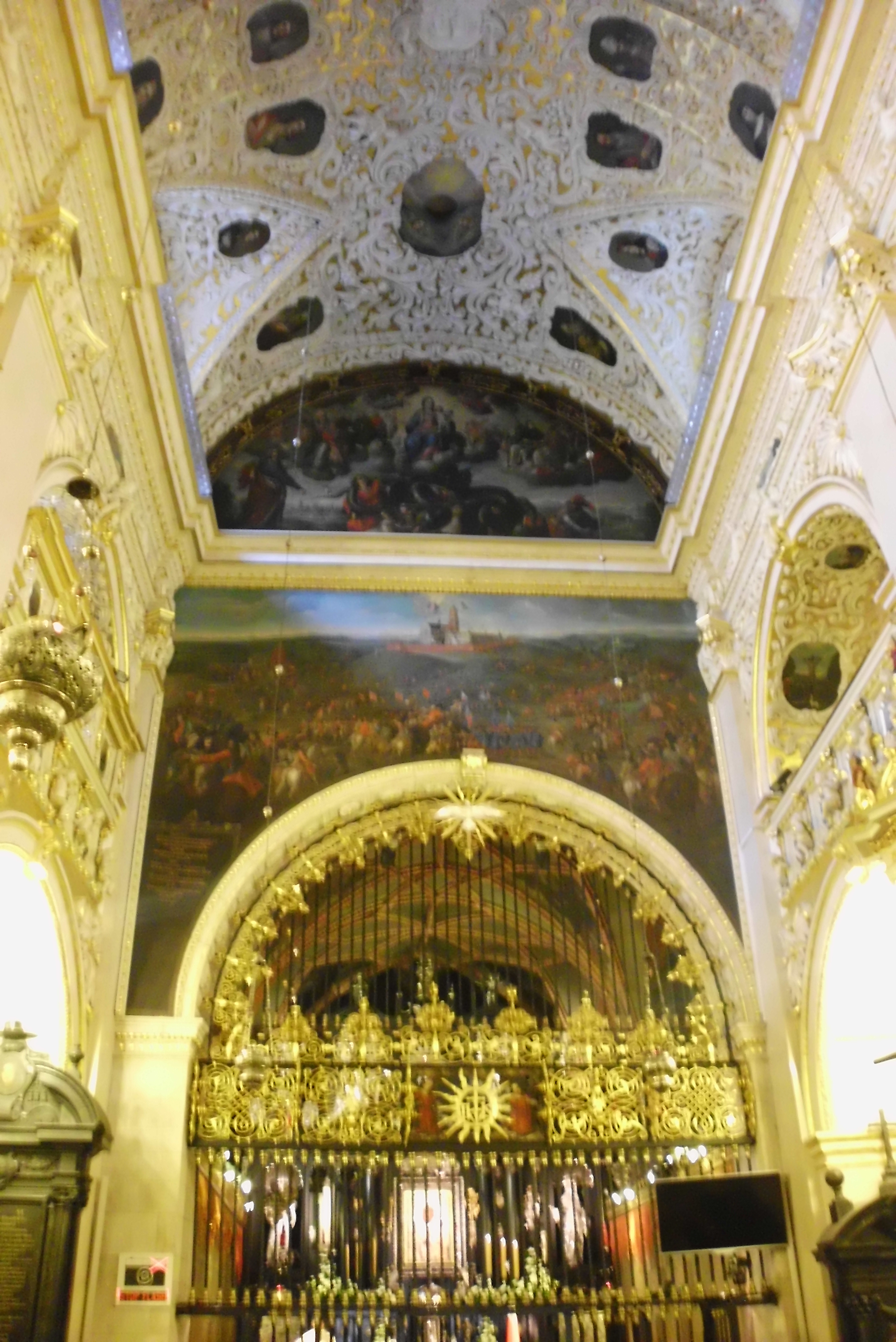
Wnętrze kaplicy Matki Bożej

Kaplicę od prezbiterium oddziela żelazna krata fundowana około 1644 przez Macieja Łubieńskiego, wykonana w Gdańsku. W 1910 uzupełniono ją przez nadbudowę górnej części, wykonanej przez Stefana Szyllera po kradzieży koron i sukienki Matki Bożej.
Kaplica Matki Bożej jest trójnawową budowlą z lat 1641–1642, pochodzącą z okresu baroku, ufundowaną przez braci Łubieńskich, z charakterystycznymi emporami (piętrowymi bocznymi nawami), na miejscu istniejącego wcześniej gotyckiego klasztoru paulinów. Wtedy to za pozwoleniem biskupa krakowskiego Jakuba Zadzika rozebrano dwa boczne ołtarze i 7 kwietnia 1641 prowincjał paulinów, o. Paulin Kłodawski OSPPE położył kamień węgielny pod budowę kaplicy. Koszt budowy oszacowano na 40 tys. florenów. Kaplica nakryta jest sklepieniem kolebkowym z lunetami. Sklepienia naw bocznych i podłucza arkad zdobią renesansowe listwowe sztukaterie z motywami astragalu (głowic jońskich), jak również dekoracje tzw. typu lubelskiego. Sklepienie nawy głównej natomiast zdobią malowane medaliony w kolebce nawy, na chórze muzycznym i podłuczach empor, przedstawiające półpostacie apostołów i polskich świętych, autorstwa Karola Dankwarta (koniec XVII wieku). W 1882 przemalowali je Jan i Wandalin Strzałeccy. Wśród arabeskowej sztukaterii trzech przęseł sklepienia znajdują się malowidła o kształtach elipsy, kwadratu zaokrąglonego w narożach lub też gruszki. W przęśle od ściany łuku tęczowego poczynając przedstawieni są: św. Piotr, św. Paweł, św. Jan Apostoł oraz św. Juda Tadeusz. W lunetach okien tego przęsła ukazani są: św. Kazimierz Królewicz i św. Stanisław Kostka. Na gurcie dzielącym pierwsze i drugie przęsło w podniebiach okien przęsła od kraty umieszczono wizerunki św. Jadwigi Śląskiej, św. Wojciecha, św. Stanisława ze Szczepanowa i św. Kingi. Kolejne, drugie przęsło wypełniają przedstawienia: św. Andrzeja, św. Filipa oraz św. Bartłomieja. Pośrodku sklepienia przedstawiono na obłokach siedzącą Matkę Bożą z Dzieciątkiem. W lunetach środkowego przęsła przedstawiono św. Antoniego Padewskiego i św. Jacka Odrowąża. Wśród sztukaterii, na drugim gurcie znajduje się monogram Maryi, a po obu jego stronach bł. Salomea, św. Maciej, bł. Wincenty Kadłubek i bł. Jolanta. Ostatnie trzecie przęsło sklepienia zapełniają postacie: św. Mateusza, św. Jakuba Młodszego, św. Rocha i św. Tomasza. W obu lunetach okiennych trzeciego przęsła znajdują się medaliony z wizerunkami św. Jakuba Starszego i św. Jana Kantego. Nawy boczne nakrywa sklepienie krzyżowe.
W emporach, po obu stronach nawy głównej umieszczone są medaliony: jedna grupa o tematach symbolicznych i alegorycznych, a druga przedstawia ewangelistów i świętych związanych z zakonem paulińskim.
Na ścianie wschodniej nad kratą rozpięty jest duży obraz olejny na płótnie, prawdopodobnie dzieło paulina o. Felicjana Ratyńskiego, przedstawiający Ucieczkę Szwedów spod twierdzy częstochowskiej (1656 lub 1657) o wymiarach (745 × 750) cm, w przewężeniu 280 cm. Powyżej umieszczono malowidło olejne na płótnie ukazujące Matkę Bożą pogromczynię herezji (1656) o wymiarach (750 × 400) cm, które wypełnia 1/3 ściany łuku tęczowego. Na przeciwległej ścianie, nad chórem na zachodniej półkolistej ścianie kaplicy znajduje się obraz olejny na płótnie ze sceną Zwiastowania (1644) o wymiarach (750 × 400) cm.

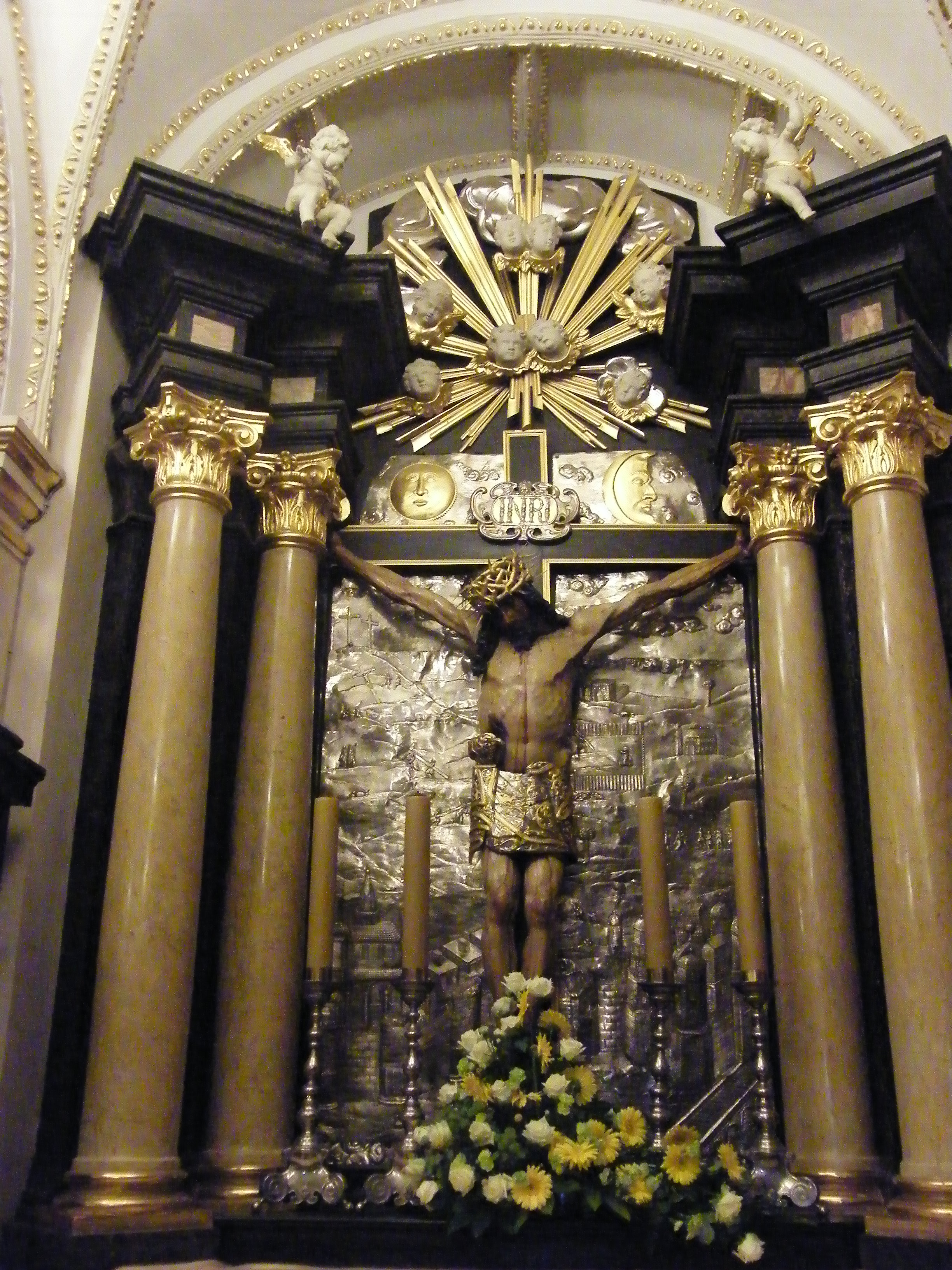
Boczny ołtarz ukrzyżowania Chrystusa w kaplicy Matki Bożej

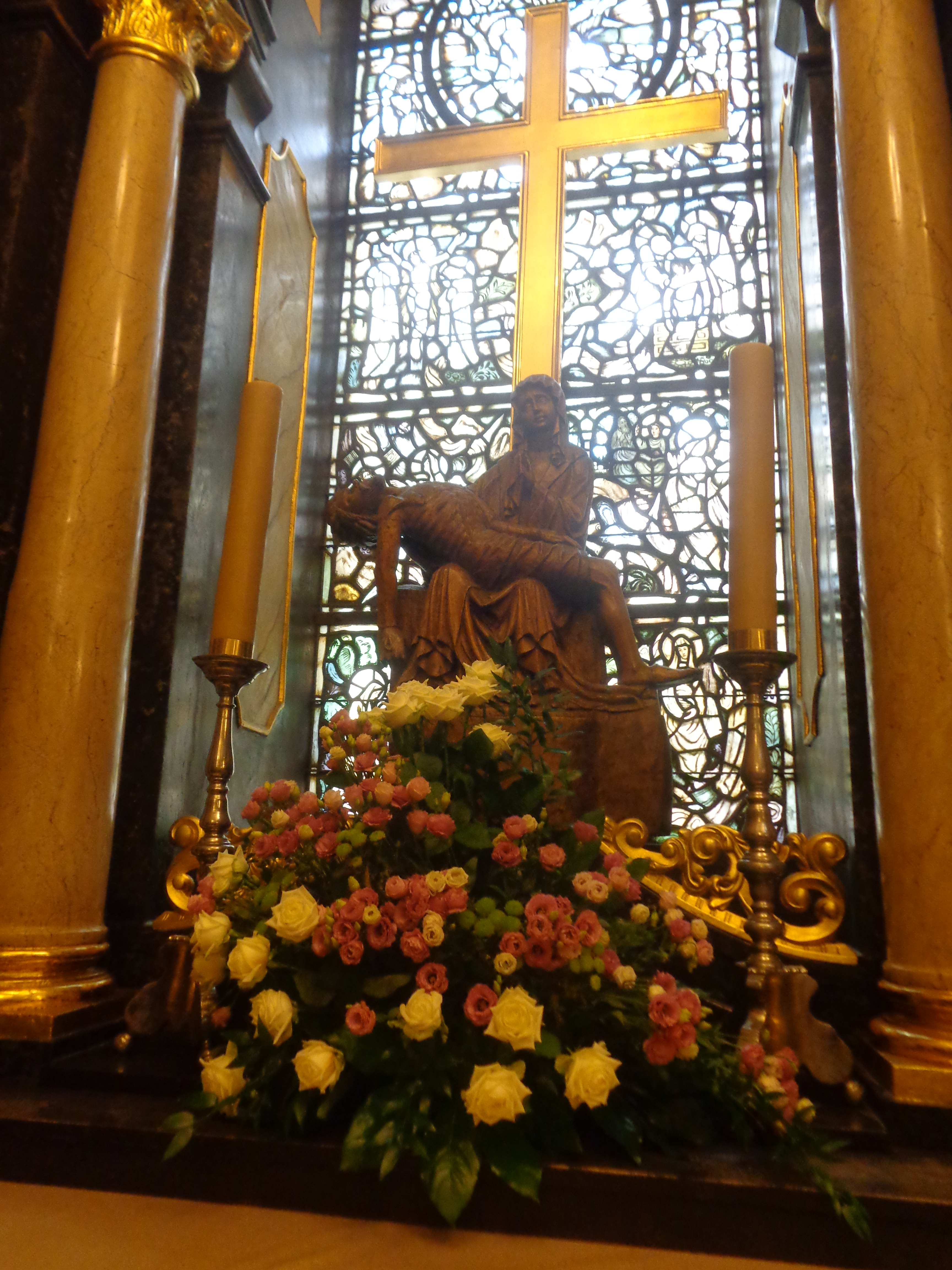
Pietà – Matka Boska Bolesna w ołtarzu bocznym

W kaplicy umieszczono sześć ołtarzy. W prawej nawie na ścianie wschodniej znajduje się ołtarz Jezusa ukrzyżowanego (XVII wiek) z krucyfiksem późnogotyckim, datowanym na koniec XV wieku, a pochodzącym przypuszczalnie z kręgu pracowni Wita Stwosza. W tle krzyża umieszczono srebrną blachę z wyobrażeniem męki pańskiej, wykonaną w latach 1764–1765 przez złotnika Jana Szabla. W lewej nawie na ścianie wschodniej zbudowano w 1759 ołtarz Matki Boskiej Bolesnej z XV wieczną gotycką rzeźbą Piety. W oknie za ołtarzem wbudowano witraż przedstawiający tajemnice różańcowe, wykonany w 1951 według projektu Wojciechowskiego. Pozostałe cztery ołtarze umieszczono przy filarach. Najbliżej kraty znajdują się ołtarze, z lewej ołtarz ofiarowania Matki Bożej i z prawej narodzenia Matki Bożej, ufundowane przez o. Konstantego Moszyńskiego OSPPE w 1722. Dwa pozostałe ołtarze bliżej głównego portalu wejściowego ukazują sceny z obrazami malowanymi przez Leszka Krzemińskiego w 1966, a przedstawiającymi nawiedzenie św. Elżbiety (przy filarze lewym) i zwiastowanie (przy filarze prawym).
Po prawej stronie kaplicy zbudowano ambonę (połowa XVII wieku) ozdobioną płaskorzeźbami o tematyce maryjnej.
Nad nawami bocznymi kaplicy mieszczą się empory otwarte do nawy głównej arkadami. Sklepienie prawej empory zdobią sztukaterie regencyjne (około 1756). W emporze lewej nakrytej zdobionym sklepieniem znajdują się późnobarokowe XVIII wieczne stalle o bogatej dekoracji snycerskiej. Na chórze zbudowanym w pierwszej połowie XVIII wieku umieszczono organy pochodzące z 1936. W 1964 przeprowadzono marmoryzację ścian kaplicy oraz zamontowano srebrną siateczkę na wota (m.in. plakietki Matki Bożej, medaliki, różańce, kule rehabilitacyjne). Pilastry są inkrustowane jaśniejszym marmurem.
Do barokowej części kaplicy prowadzą trzy manierystyczne portale z czarnego marmuru dębnickiego i alabastru, które przypuszczalnie zaprojektował Giovanni Battista Gisleni (XVII wiek). Najokazalszy jest portal główny (środkowy) fundowany przez biskupa krakowskiego Jakuba Zadzika, wzbogacony elementami z różowego marmuru paczółtowickiego i alabastrowymi płaskorzeźbami, wśród których w zwieńczeniu umieszczono wyobrażenie Matki Bożej z Dzieciątkiem.

### Przybudówka
Trzecia, najmłodsza część kaplicy zwana „przybudówką” lub atrium powstała w latach 1929–1933 z istniejącego wcześniej piętrowego renesansowego krużganka klasztornego, po wzmocnieniu ścian z sześcioma oknami i nakryciu ich latarnią oraz świetlikiem (dzisiaj znajdują się tam witraże z lat 80. XX wieku) oświetlającymi wnętrze przybudówki, według projektu architekta Adolfa Szyszko-Bohusza. Tworzy je obejście wydzielone filarami od partii centralnej, do której na górze otwierają się galerie. Zakonnicy przechodzili tędy na modlitwy do chóru zakonnego, który znajdował się na piętrze, pomiędzy kaplicą a bazyliką. Do krużganka wchodziło się przez Salę Rycerską, która była pomieszczeniem klauzurowym. Tamtędy intradziści przechodzili na lewą emporę kaplicy, gdzie do dziś grane się fanfary. Znajdują się tam rokokowe stalle, które służą zakonnikom do odprawiania nabożeństwa zwanego „klęczkami”, czyli litanii loretańskiej śpiewanej po łacinie. Przechodziło się tam również na prawą emporę kaplicy, a stamtąd do chóru zakonnego, który został rozebrany w latach 50. XX wieku. Dziś w tym miejscu znajduje się kaplica adoracji Najświętszego Sakramentu, utworzona w 1998. Wykonano w niej marmurowy ołtarz wystawienia, a na nim umieszczono monstrancję z hostią. Nad ołtarzem, na ścianie umieszczono obraz Jezusa Miłosiernego namalowany przez Krystynę Kwiatkowską. Kaplica jest udostępniona dla pielgrzymów, którzy adorują Chrystusa w Najświętszym Sakramencie w godzinach 6:00-21:00.

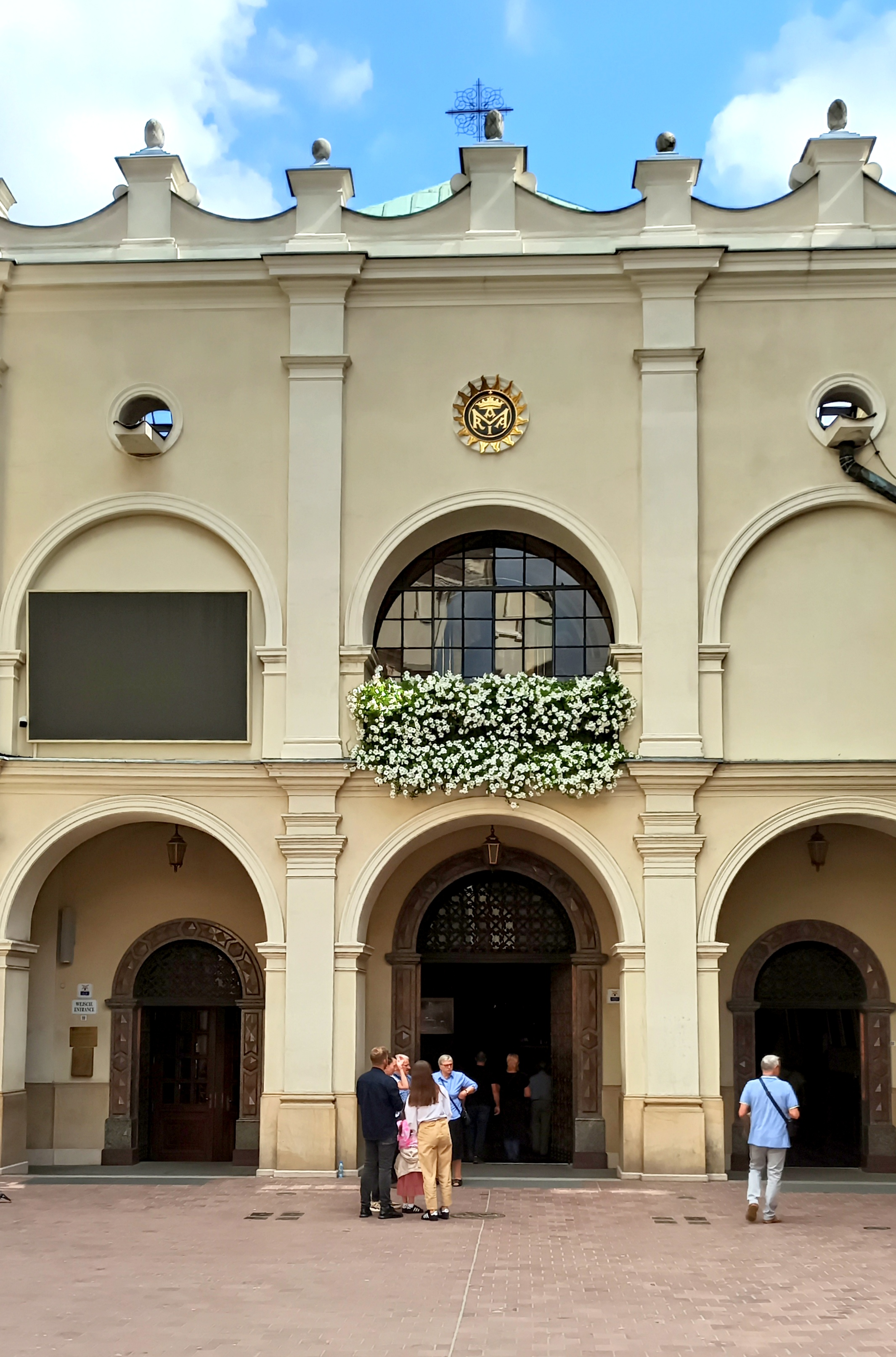
Wejście do kaplicy

Dawniej do kaplicy prowadziło z zewnątrz tylko jedno wejście. Obecnie są trzy portale, a fasada zachodnia kaplicy nakryta jest pseudorenesansową attyką. Na ścianie północnej we wnęce umieszczono urnę z prochami sześciokrotnego przeora Jasnej Góry o. Augustyna Kordeckiego OSPPE, dowódcy obrony przed Szwedami w 1655. Na ścianie tej wiszą dwa obrazy przedstawiające Lata dziecięce Chrystusa i Ofiarowanie Chrystusa w świątyni (XVII wiek).                                                                                                                                                       

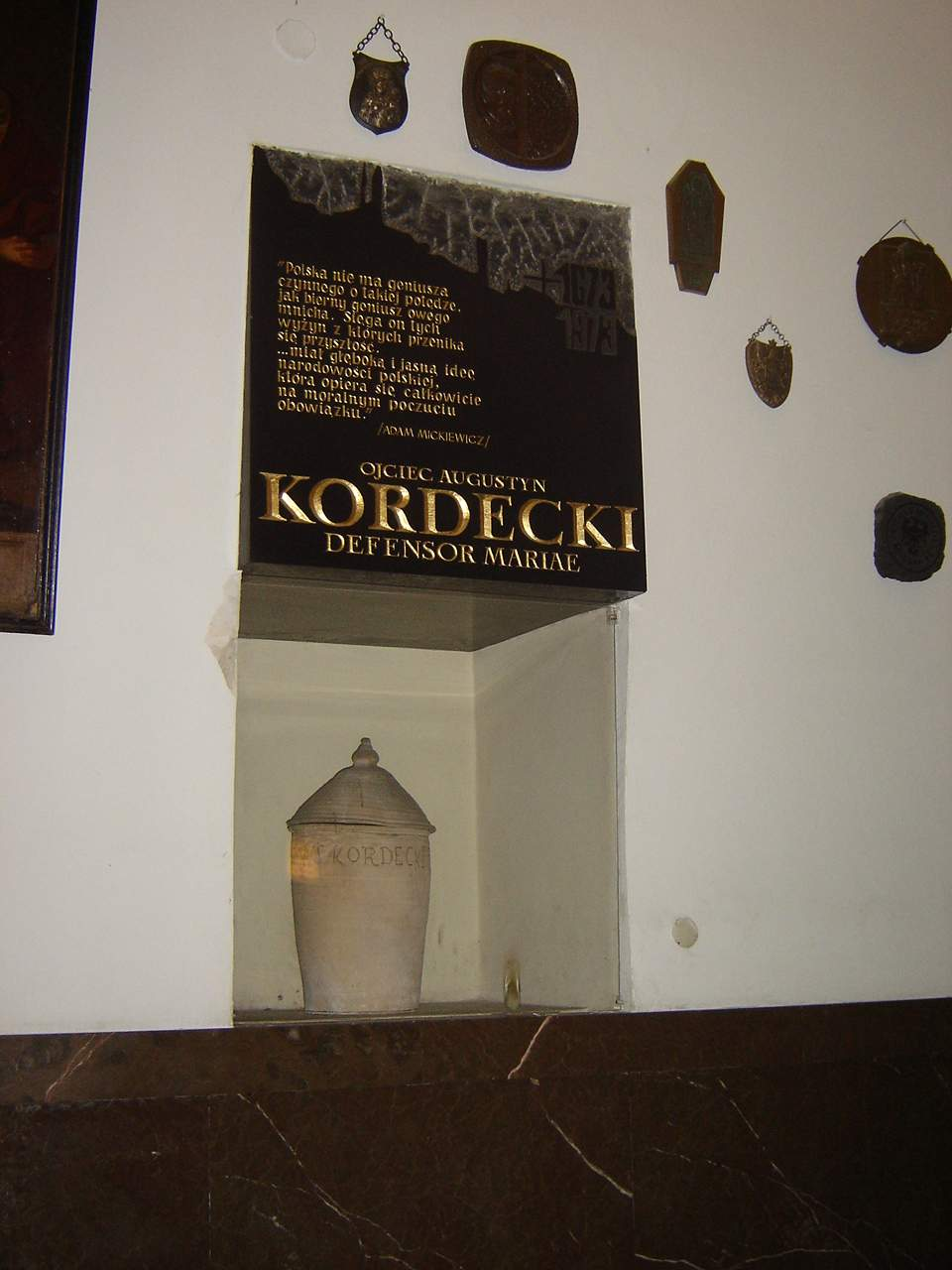
Wnęka z prochami o. Augustyna Kordeckiego OSPPE

Na ścianach wokoło umieszczono czternaście obrazów drogi krzyżowej, odnowionych w 1872 przez malarza Mateusza Mączyńskiego. Na filarach znajduje się wiele tablic kombatanckich, upamiętniających walczących żołnierzy o niepodległość Polski (głównie w czasie II wojny światowej). Na górze, na balustradzie galerii umieszczono kopię obrazu Jana Matejki, przedstawiającą lwowskie śluby Jana Kazimierza z 1 kwietnia 1656.                                                                           
Z przybudówki w ścianie południowej znajduje się wejście do bazyliki, a na przeciwległej ścianie (północnej) na korytarz mieszczący się w przyziemiu skrzydła południowego klasztoru.
Na górnej kondygnacji przybudówki umieszczono 8 września 2001 na ścianach 17 obrazów o wymiarach (185 × 234) cm oraz jeden (185 × 234) cm artysty Jerzego Dudy-Gracza malowanych w latach 2000–2001 tzw. Golgoty jasnogórskiej.
W kaplicy znajduje się kilka epitafiów (w II i III części). 3 maja 2012 na ścianie przed wejściem do kaplicy Matki Bożej odsłonięto epitafium smoleńskie, upamiętniające ofiary katastrofy polskiego samolotu Tu-154 w Smoleńsku i zbrodni katyńskiej, w formie tablicy o wymiarach (4,5 × 2) m.

## Pochowani w krypcie i kaplicy Matki Bożej
Kaplica Matki Bożej i jej krypta jest ponadto miejscem pochówku. W XVII wiecznej krypcie, w podziemiach kaplicy Matki Bożej, w niszach wykutych w skale, w 36 wnękach grobowych chowani byli zakonnicy paulińscy. Ich kości złożono we wspólnym grobie 13 października 1836. Na ścianie przed wejściem do krypty umieszczono tablicę z wykazem aktualnie tam pochowanych. W krypcie spoczywa m.in. czterech przeorów i trzech generałów. Ostatnim w niej pochowanym jest przeor o. Klemens Izdebski, zmarły w 1967. Tradycyjnie w listopadzie krypta jest otwierana i udostępniona dla pielgrzymów. Od lat 60. XX wieku zmarli zakonnicy chowani są na pobliskim cmentarzu św. Rocha. Poza tym w kaplicy Matki Bożej znajduje się kilka innych XVII wiecznych nagrobków. Spoczywają tam:
- Jan Klemens Branicki (†1657) – podkomorzy krakowski, starosta bocheński i wielicki
- Zygmunt Grudziński (1620–1640)[10]
- o. Augustyn Kordecki (1603–1673) – wielokrotny przeor i obrońca jasnogórskiej twierdzy przed Szwedami
- ks. Stanisław Krajewski (†1694) – kustosz katedry łowickiej
- Wojciech Kazimierz Męciński (†1669) – podkomorzy wieluński[11]
- Stanisław Warszycki (1599–1681) – wojewoda mazowiecki i kasztelan krakowski
- Helena Wiśniowiecka Warszycka (†1660) – kasztelanowa krakowska

W krypcie natomiast pochowano 36 osób:
| Lp. | Pochowany                 | Data urodzenia i śmierci |
| 1.  | ks. Roman Branik          | 27.02.1840 – 31.01.1921  |
| 2.  | ks. Łukasz Brondzo        | 22.03.1849 – 26.10.1904  |
| 3.  | o. Paweł Ciepliński       | 14.01.1871 – 20.07.1930  |
| 4.  | o. Bernard Dudziński      | 14.09.1874 – 6.06.1962   |
| 5.  | o. Romuald Dziemiadowicz  | 4.09.1857 – 9.04.1919    |
| 6.  | br. Fabian Głowacki       | 1919 – 17.12.1937        |
| 7.  | br. Józef Gutowski        | 5.12.1889 – 7.11.1926    |
| 8.  | br. Gabriel Izak          | 21.02.1911 – 29.01.1957  |
| 9.  | o. Klemens Adolf Izdebski | 29.09.1887 – 25.10.1967  |
| 10. | o. Alfons Jędrzejewski    | 30.11.1865 – 2.03.1950   |
| 11. | o. Wojciech Krupiński     | 1882 – 7.04.1932         |
| 12. | o. Aleksander Łaziński    | 1888 – 15.06.1933        |
| 13. | o. Aleksy Łuczaj          | 24.05.1873 – 9.05.1937   |
| 14. | br. Mateusz Machnik       | 2.02.1936 – 9.04.1953    |
| 15. | br. Karol Maćkiewicz      | 25.04.1911 – 6.09.1940   |
| 16. | br. Błażej Mardowski      | 3.07.1906 – 9.02.1940    |
| 17. | o. dr Piotr Markiewicz    | 11.03.1877 – 16.01.1961  |
| 18. | o. Norbert Motylewski     | 6.03.1885 – 29.09.1943   |

| Lp. | Pochowany                   | Data urodzenia i śmierci |
| 19. | o. Euzebiusz Nowak          | .04.1917 – 29.08.1951    |
| 20. | o. Wincenty Olszewicz       | 1871 – 2.12.1938         |
| 21. | o. Urbanus Osóbka           | 1918 – 29.05.1946        |
| 22. | o. Marian Paszkiewicz       | 15.07.1877 – 15.04.1942  |
| 23. | o. Roman Perkowski          | 1871 – 1936              |
| 24. | br. Pachomiusz Piecek       | 1.10.1891 – 7.08.1920    |
| 25. | o. Pius Przeździecki        | 19.03.1865 – 2.10.1942   |
| 26. | br. Eugeniusz Ptak          | 24.11.1922 – 27.04.1941  |
| 27. | o. Kajetan Raczyński        | 4.11.1893 – 19.09.1961   |
| 28. | o. dr Władysław Radzikowski | 28.07.1891 – 3.02.1962   |
| 29. | o. Polikarp Sawicki         | 1.03.1909 – 16.12.1949   |
| 30. | o. Ignacy Szurek            | 8.10.1881 – 28.04.1957   |
| 31. | ks. br. Salezy Szymanowski  | 1.01.1867 – 6.04.1919    |
| 32. | br. Filip Ślusarczyk        | 18.10.1902 – 3.02.1926   |
| 33. | br. Antoni Toczyłowski      | 15.07.1859 – 11.02.1943  |
| 34. | br. Arseniusz Tomczak       | .04.1913 – 15.05.1950    |
| 35. | br. Stefan Wach             | 14.02.1890 – 27.12.1923  |
| 36. | o. Alojzy Wrzalik           | 24.08.1905 – 24.04.1957  |

| Lp. | Pochowany                 | Data urodzenia i śmierci |
| 1.  | ks. Roman Branik          | 27.02.1840 – 31.01.1921  |
| 2.  | ks. Łukasz Brondzo        | 22.03.1849 – 26.10.1904  |
| 3.  | o. Paweł Ciepliński       | 14.01.1871 – 20.07.1930  |
| 4.  | o. Bernard Dudziński      | 14.09.1874 – 6.06.1962   |
| 5.  | o. Romuald Dziemiadowicz  | 4.09.1857 – 9.04.1919    |
| 6.  | br. Fabian Głowacki       | 1919 – 17.12.1937        |
| 7.  | br. Józef Gutowski        | 5.12.1889 – 7.11.1926    |
| 8.  | br. Gabriel Izak          | 21.02.1911 – 29.01.1957  |
| 9.  | o. Klemens Adolf Izdebski | 29.09.1887 – 25.10.1967  |
| 10. | o. Alfons Jędrzejewski    | 30.11.1865 – 2.03.1950   |
| 11. | o. Wojciech Krupiński     | 1882 – 7.04.1932         |
| 12. | o. Aleksander Łaziński    | 1888 – 15.06.1933        |
| 13. | o. Aleksy Łuczaj          | 24.05.1873 – 9.05.1937   |
| 14. | br. Mateusz Machnik       | 2.02.1936 – 9.04.1953    |
| 15. | br. Karol Maćkiewicz      | 25.04.1911 – 6.09.1940   |
| 16. | br. Błażej Mardowski      | 3.07.1906 – 9.02.1940    |
| 17. | o. dr Piotr Markiewicz    | 11.03.1877 – 16.01.1961  |
| 18. | o. Norbert Motylewski     | 6.03.1885 – 29.09.1943   |

| Lp. | Pochowany                   | Data urodzenia i śmierci |
| 19. | o. Euzebiusz Nowak          | .04.1917 – 29.08.1951    |
| 20. | o. Wincenty Olszewicz       | 1871 – 2.12.1938         |
| 21. | o. Urbanus Osóbka           | 1918 – 29.05.1946        |
| 22. | o. Marian Paszkiewicz       | 15.07.1877 – 15.04.1942  |
| 23. | o. Roman Perkowski          | 1871 – 1936              |
| 24. | br. Pachomiusz Piecek       | 1.10.1891 – 7.08.1920    |
| 25. | o. Pius Przeździecki        | 19.03.1865 – 2.10.1942   |
| 26. | br. Eugeniusz Ptak          | 24.11.1922 – 27.04.1941  |
| 27. | o. Kajetan Raczyński        | 4.11.1893 – 19.09.1961   |
| 28. | o. dr Władysław Radzikowski | 28.07.1891 – 3.02.1962   |
| 29. | o. Polikarp Sawicki         | 1.03.1909 – 16.12.1949   |
| 30. | o. Ignacy Szurek            | 8.10.1881 – 28.04.1957   |
| 31. | ks. br. Salezy Szymanowski  | 1.01.1867 – 6.04.1919    |
| 32. | br. Filip Ślusarczyk        | 18.10.1902 – 3.02.1926   |
| 33. | br. Antoni Toczyłowski      | 15.07.1859 – 11.02.1943  |
| 34. | br. Arseniusz Tomczak       | .04.1913 – 15.05.1950    |
| 35. | br. Stefan Wach             | 14.02.1890 – 27.12.1923  |
| 36. | o. Alojzy Wrzalik           | 24.08.1905 – 24.04.1957  |